# ビカクシダ属
ビカクシダ属（ビカクシダぞく、学名：Platycerium、プラティケリウム）は、ウラボシ科のシダ植物の1群である。熱帯域に生育する着生植物。葉には2つの型があり、1つは盾状に広がり、他方は細長く垂れ下がる。観賞用に栽培される。

## 名称
ビカクシダ属は和名で、ビカクシダは漢字で「麋角羊歯」と書く。麋角とはヘラジカの角のことであり、普通葉がシカの角に似ることによる。学名はプラティケリウム（platycerium）で、語源はギリシア語の platys （広い）と keras （角）の2語からなる「広い角」を意味し、普通葉がオオシカの角に似ていることに由来する。また別名にコウモリランがある。

## 特徴
岩上や樹幹に着生する着生植物。その姿は独特で、葉には2つの型があり、光合成と胞子生産を行って繁殖を受け持つ普通葉と、植物体の基部を覆って腐葉を貯める働きをする巣葉（そうよう）がある。外見的に派手であり、観葉植物として栽培されることが多い。
根茎はごく短く、葉を密生する。この葉に2つの形があり、ふつうは普通葉と巣葉の2形をほぼ交互に一定数だけ出す。
普通葉（フォリッジ・リーフ）は、比較的細長く伸びて叉状に裂ける。葉の裏面には胞子嚢群を付ける。この葉は基部に関節があり、古くなるとここで折れて脱落する。表面には初めは星状毛が密生するが、時間が経つとまばらになるものが多い。裏面に胞子嚢を生じるが、特定の胞子嚢群の形を取らず、裏面の一定範囲に一面に着くか、あるいは特別な裂片を生じ、その裏面全面に着く。小型の種もあるが、普通は長く伸び、最大の種（オオビカクシダモドキ）では4mに達することもある。
もう一方の巣葉（ネスト・リーフ）は比較的幅が広く、鱗状に広がった形をして着生している樹幹に沿うように伸び、上側には樹皮から反るように伸びて上向きの器状の構造を作る。その縁は切れ込まないか、あるいは上側だけ浅く叉状に裂けて、根元に重なり合ってくっついている。この葉は根茎との間に関節が無く、枯れた後もそのまま残る。主要な葉脈は2叉状だが細かな脈は複雑な網目を作る。巣葉は上から落ちてくる落葉を集める役割があり、腐植として貯蔵し、肥料分として利用する。

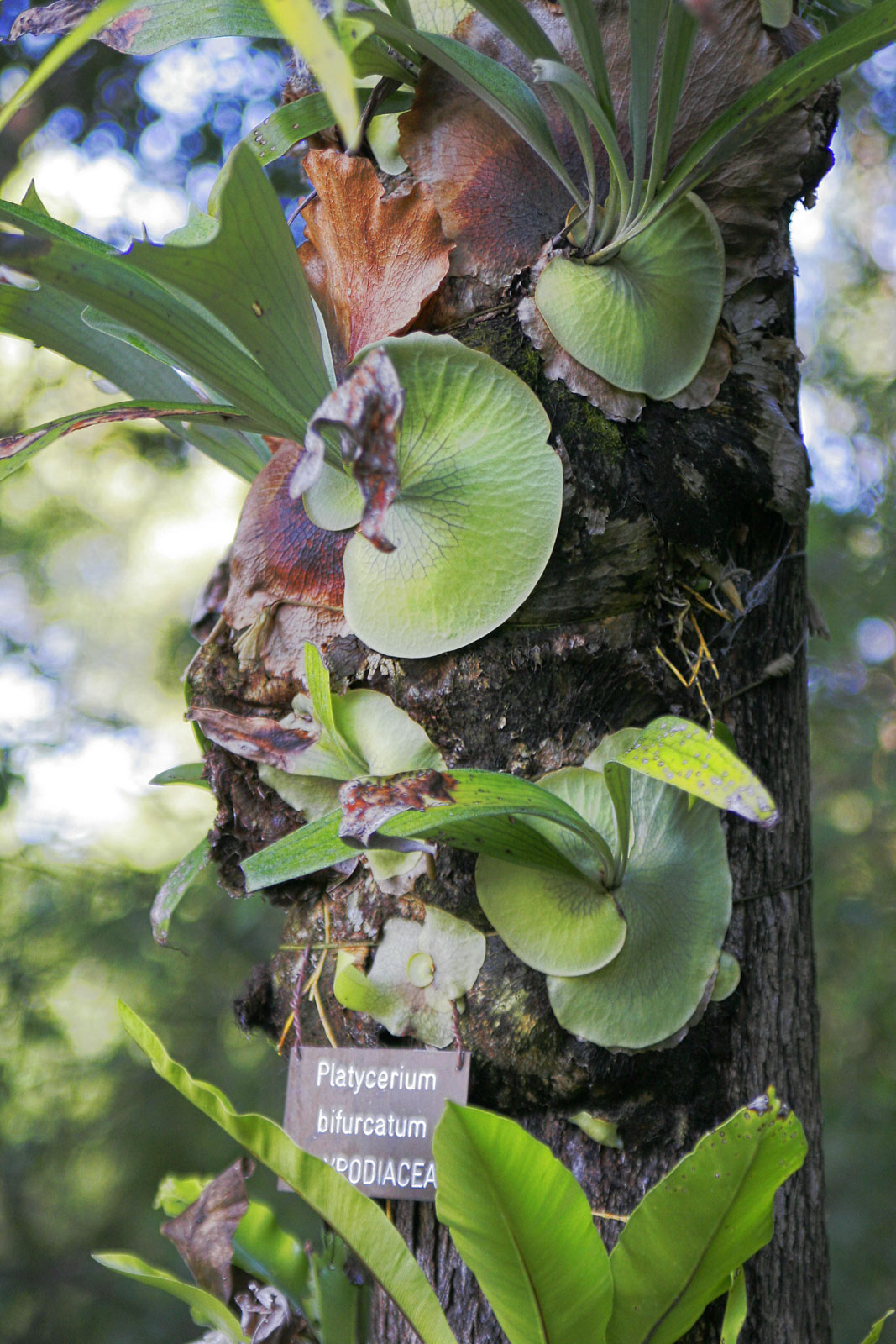
若い個体、巣葉が展開し始めるところ。 ビカクシダ（以下も同じ）
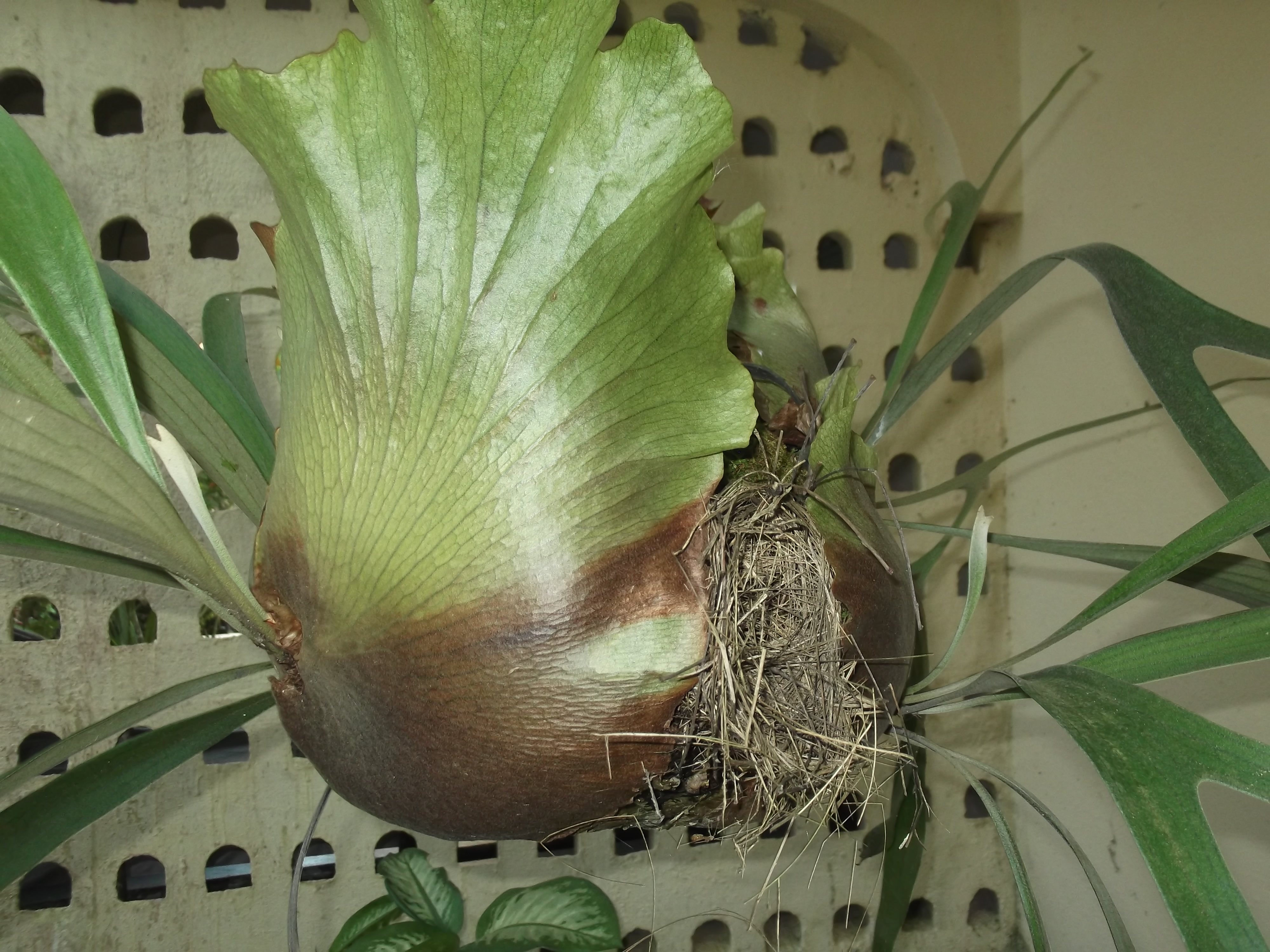
発達した巣葉
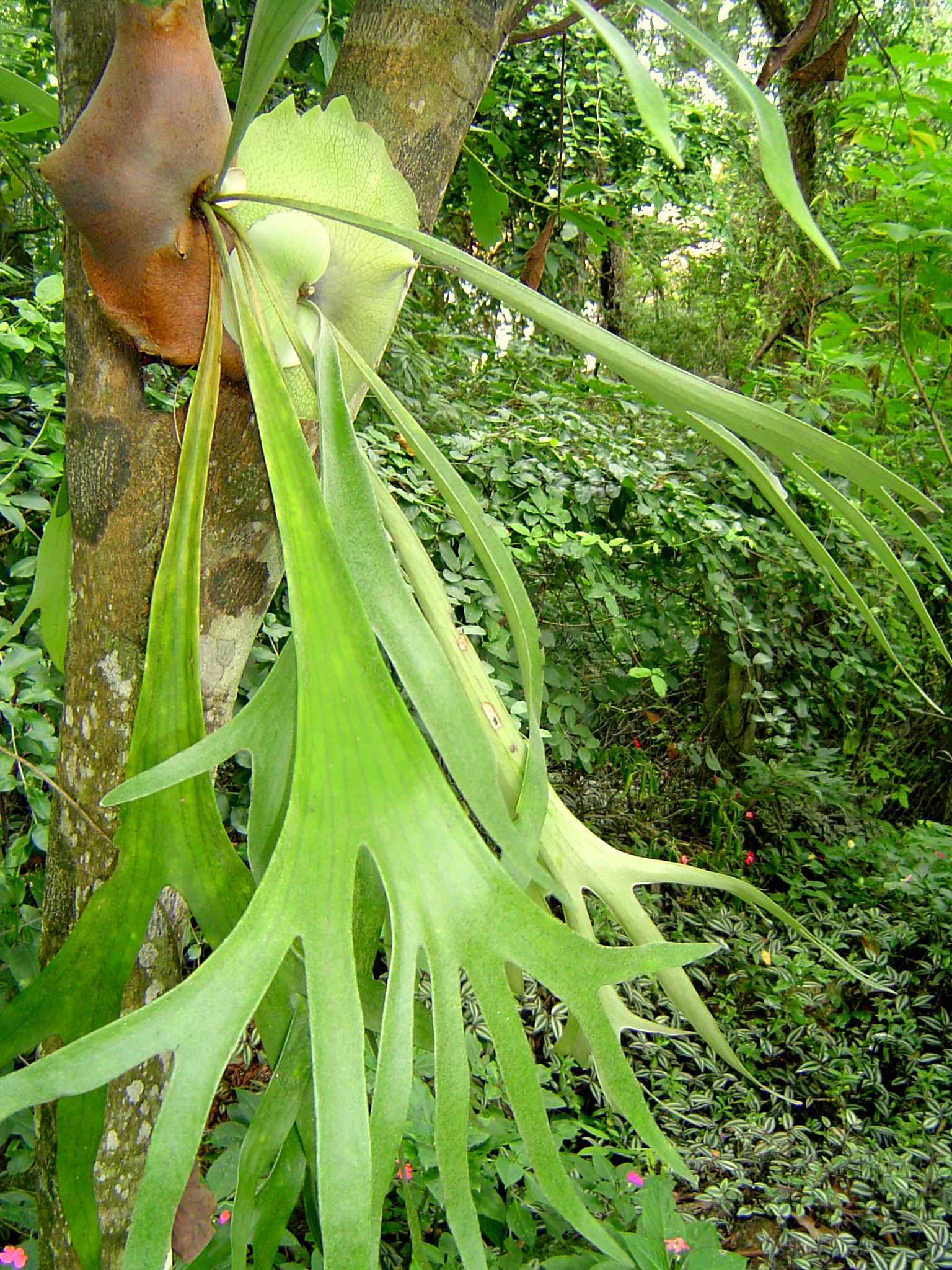
よく伸びた普通葉
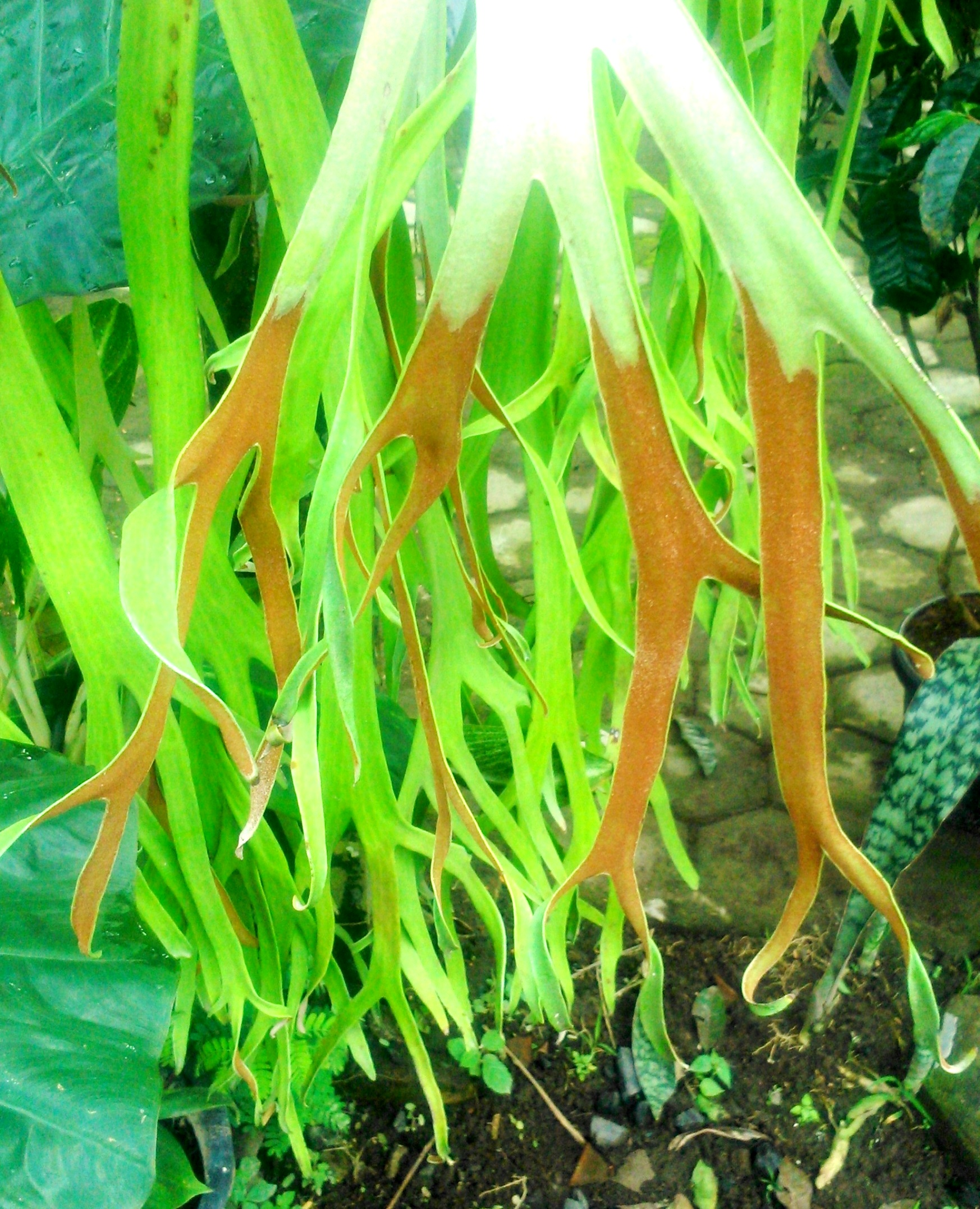
この種では普通葉の先端に胞子嚢が付く。

巣葉は更に、単に落ち葉を受け止めるだけでなく、P. coronarium についての記述によると、巣葉が古くなると巻き込むように変形して内部に落葉を閉じこめ、そこに自身の根が伸びるのを守る。新たな巣葉はその上に被さるように伸び、植物体は次第に着生している樹皮から離れる形になる。内部の落葉層は分解してまるでスポンジのようになる。大きくなったこの種の巣葉に包まれた腐植質からはハナヤスリ目のシダ植物であるコブラン Ophioglossum pendulum が出現することがある。この種の胞子は発芽を腐植中で行い、配偶体は光合成を行わず、菌類と共生して栄養を得る。そのため古くなって分解しかけた巣葉と、その内部の腐植質は好適である。

## ビカクシダの生物サイクル
ビカクシダはシダ植物であり、種子ではなく胞子によって繁殖する。葉全体では数万〜数十万個の胞子が作られるとされ、普通葉の裏面に形成された胞子嚢から放出された胞子は、風により運ばれ、樹木の樹幹や枝の上など、適度な湿度と有機物を有する場所に着地すると発芽することがある。発芽後は前葉体を形成し、その後受精を経て新たな個体が生長を始める。幼株は樹皮に密着しつつ巣葉を展開し、周囲の落ち葉や微細な有機物を取り込みながら着生する。また葉や巣葉の重みが増すと、自重や風雨により株が脱落する場合もある。落下した場所の環境が整えば再び着生しうる。

## 種と分布
1994年現在、世界の熱帯域に15種が知られている。アフリカからマダガスカル、及び周辺島嶼に6種、東南アジアからオーストラリアに8種、それに南アメリカに1種がある。
プラティケリウム・ビフルカツム（P. bifurcatum）は、いくつかの亜種や変種に分類されているが、かつては個々の種が独立種として扱われていた。和名ビカクシダは、ssp. bifurcatum var. bifurcatum が命名されたときの型である。亜種ウィリンキー（ssp. willinckii (T.Moore) Hennipm. et Roots）も観葉植物としてよく栽培される。大型種としては、プラティケリウム・コロナリウム（P. coronarium (J. G. Koenig ex O. F. Muell.) Desv.）、プラティケリウム・グランデ（P. grande (J. Sm. ex Fee) K. B. Presl）などがある。
- P. alcicorne：アフリカ東部・マダガスカル・レユニオン・モーリシャス
- P. andinum：ペルー・ボリビア
- P. bifurcatum：（ビカクシダ・コウモリラン）ジャワ・小スンダ列島・ニューギニア・オーストラリア東部
  - ssp. bifurcatum
    - var. bifurcatum：オーストラリア東部
    - var. hillii：オーストラリア・ニューギニア

  - ssp. veitchii：オーストラリア東部
  - ssp. willinckii：ジャワ・小スンダ列島
- P. coronarium：（オオビカクシダモドキ）東南アジア
- P. elephantotis：熱帯アフリカ一帯，現在はP. angolenseが正式名称
- P. ellisii：マダガスカル東側
- P. grande：(オオビカクシダ) フィリピン
- P. holttumii：タイ・インドシナ・マレー半島
- P. madagascariense：マダガスカル東部
- P. quadridichotomum：マダガスカル西部
- P. ridleyi：東南アジア
- P. stemaria：アフリカ西部・中部
- P. sperbum：オーストラリア東部
- P. wallichii：（ナガバビカクシダ）インド東部・ビルマ・タイ
- P. wandae：ニューギニア

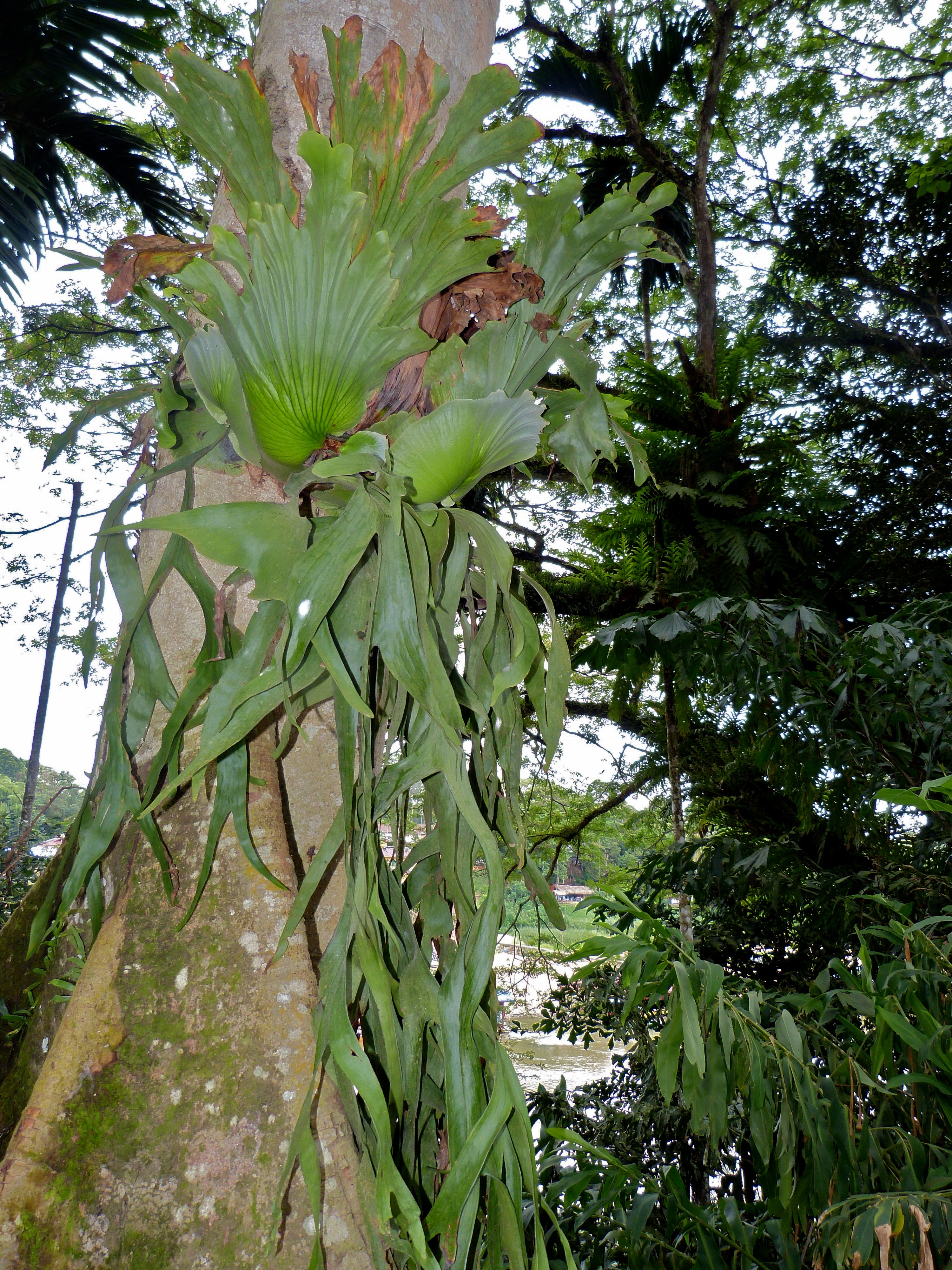
オオビカクシダモドキ 普通葉が最長
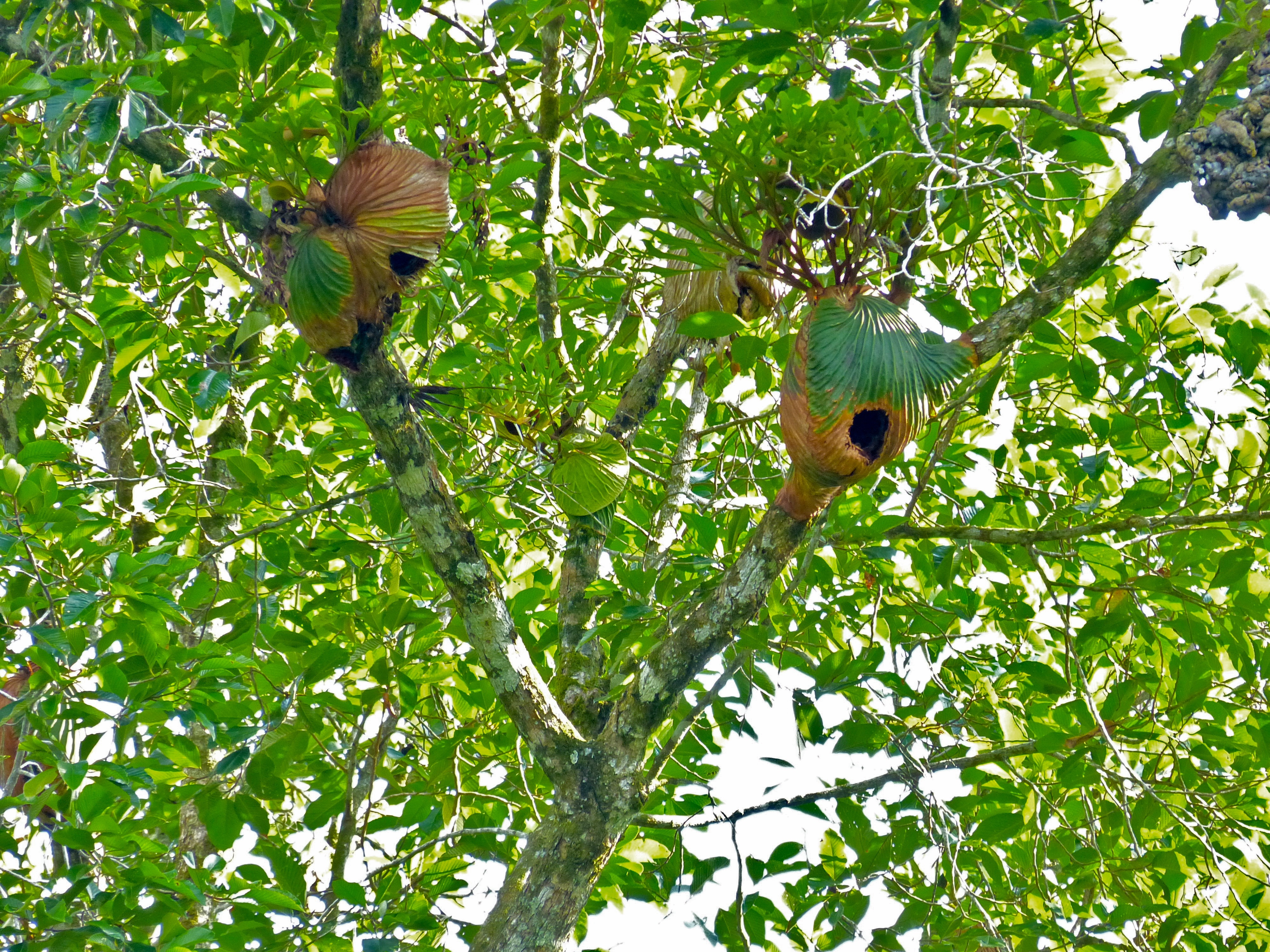
P. ridleyi 小型の種
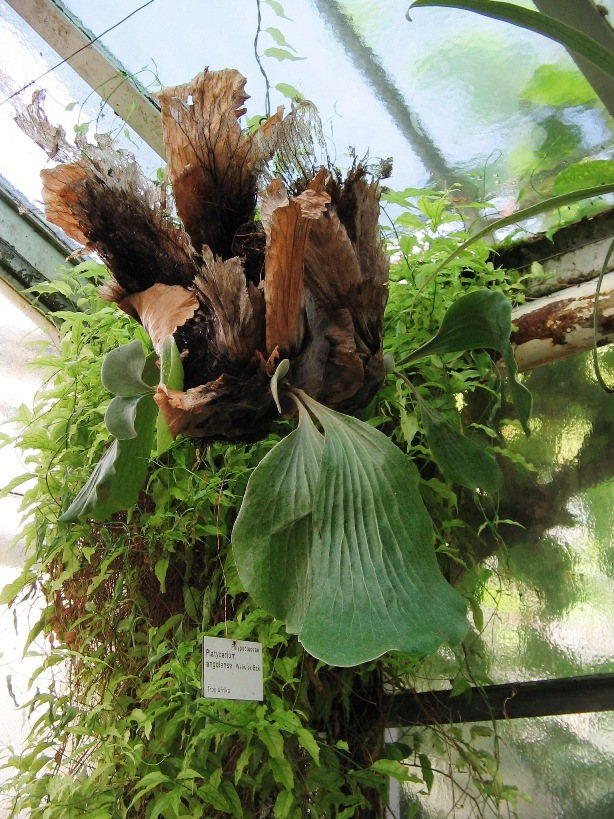
P. angolense 普通葉が分岐しないもの

## 利用
観葉植物として栽培される。その不思議な姿と、普通葉に星状毛があり、そのために銀灰色のエキゾチックで美しい様子を見せるのが魅力であり、広く温室で栽培される。これの大株が1つあれば「温室内が豪華に輝いて」見えると光田は書いている。広く出回っているのはごく一部の種である。特に普通に出回っているのはプラティケリウム・ビフルカツム（P. bifurcatum）であり、和名としてビカクシダなどが与えられているのはこれである。それ以外では同亜種の変種であるvar. hillii や別亜種のssp. willinckii などもある程度は出回っている。それ以外の種を日本では普通には入手が難しいものの、他国を通じての胞子の取引が可能であるとのこと。
栽培は明るいところを好む性質があり、日あたりのよいところで管理するが、真夏下はやや遮光したほうがよいとされる。栽培温度は気温15℃から30℃の範囲内で行われる。ビカクシダは耐寒性に優れ、最低気温3℃あれば戸外でも越冬する。ただし、このようなことが可能なのはこの種に限られ、ジャワやニューギニア原産種では、10℃以上は保つことが要る。水やりや施肥は、晩春から初秋にかけて行い、秋から翌春は控えるられる。堆肥を巣葉の下に放り込むとよく育つという。肥料貯めを持つだけあり、大変に肥料好きであるという。巣葉は生長が終わると褐色に変色するものの、根茎を覆っているので落葉することはなくそのままにするが、普通葉は古くなれば落葉するので、葉が変色したら切り取って手入れされる。栽培下での繁殖は、初夏に株分けによって行われ、普通葉が数枚ついた子株を巣葉ごとナイフで剥ぎ取って、根元をミズゴケなどで乾かないようにして当初は半日陰で管理する。

## 類似の群
同じ科のハカマウラボシ属 Drynaria も葉に2形があって、その1つはやはり巣葉であり、ただしその形はカシの葉のような単葉で、本来の葉の形をしっかり残している。これが腐植を蓄え、単羽状に裂ける普通葉は、光合成と胞子形成を担う。胞子嚢群は丸く、主脈の両側に1列に並ぶ。台湾にはハカマウラボシ D. fortunei がありこれは近年に沖縄本島から発見された。この植物の根茎は樹皮を這い上るが、巣葉には柄が無く、根茎を覆うように広がって上に開き、ここに落葉を蓄える。ただしその量はさほど多くない。
同じくウラボシ科のカザリシダ属 Aglaomorpha では、葉に2形はないが、普通葉の基部が幅広く広がって半透明になっており、この部分が巣葉のような役割を果たす。この属ではカザリシダ A. coronans が南西諸島に分布するが、絶滅危惧となっている。

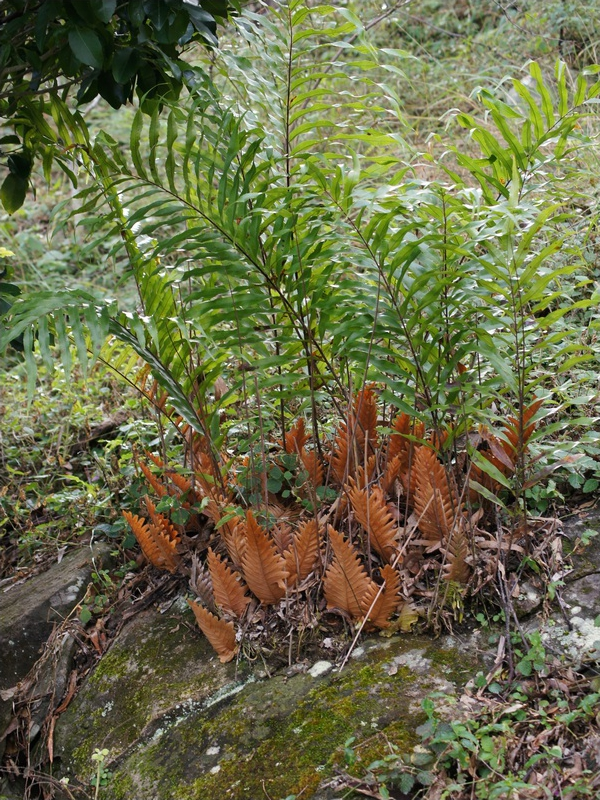
ハカマウラボシ属の一種 Drynaria rigidula 立っている緑の葉が普通葉、根元の褐色のが巣葉
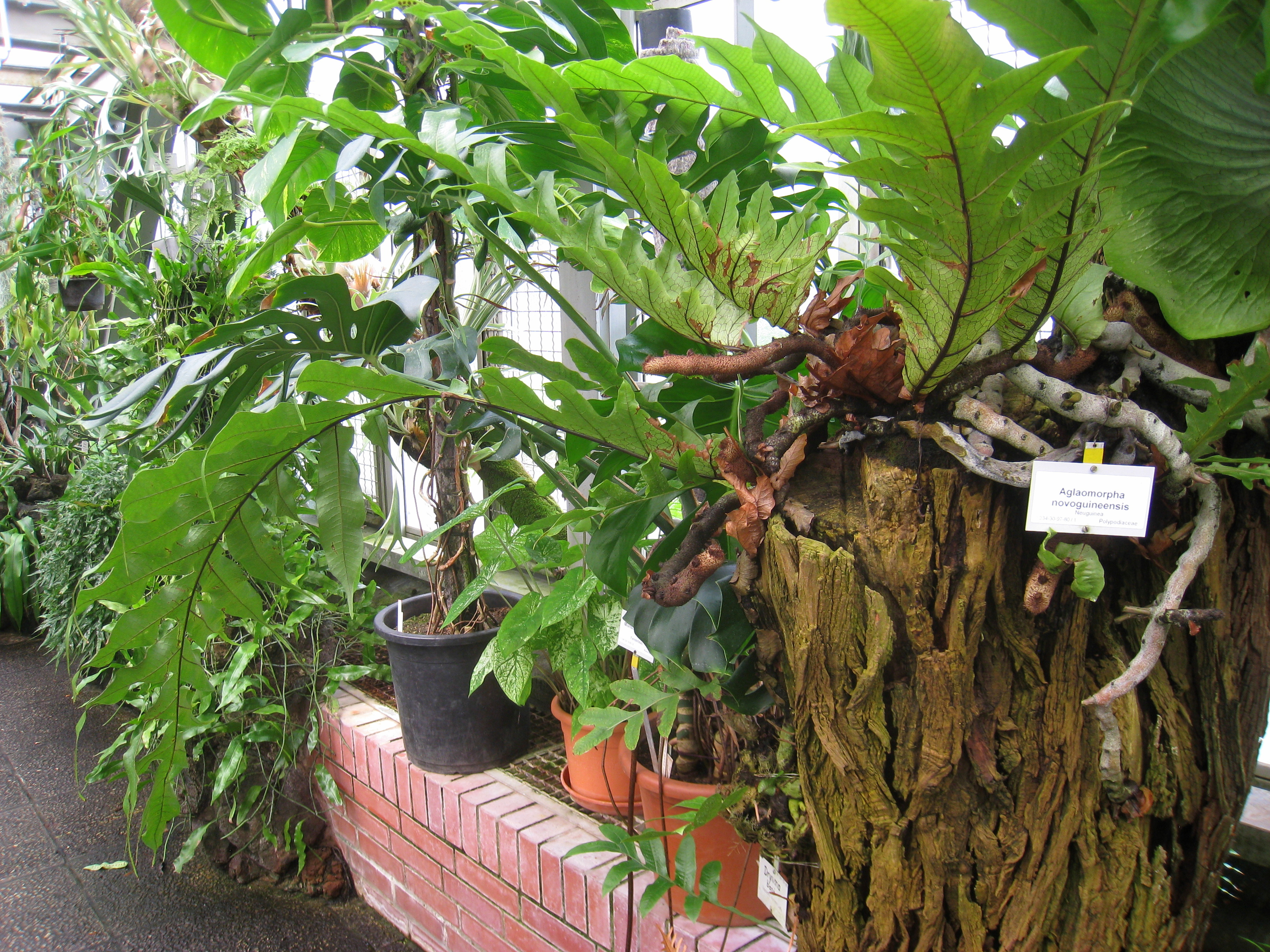
カザリシダ属の1種 Aglaomorpha novoguineensis

ただしこれらの群と本属との系統関係は近くない。本属にもっとも近縁であるのはヒトツバ属 Pyrrosia であると考えられている。両属に共通する特徴としては、葉の表面に星状毛があることが挙げられる。